# CH-53直升機

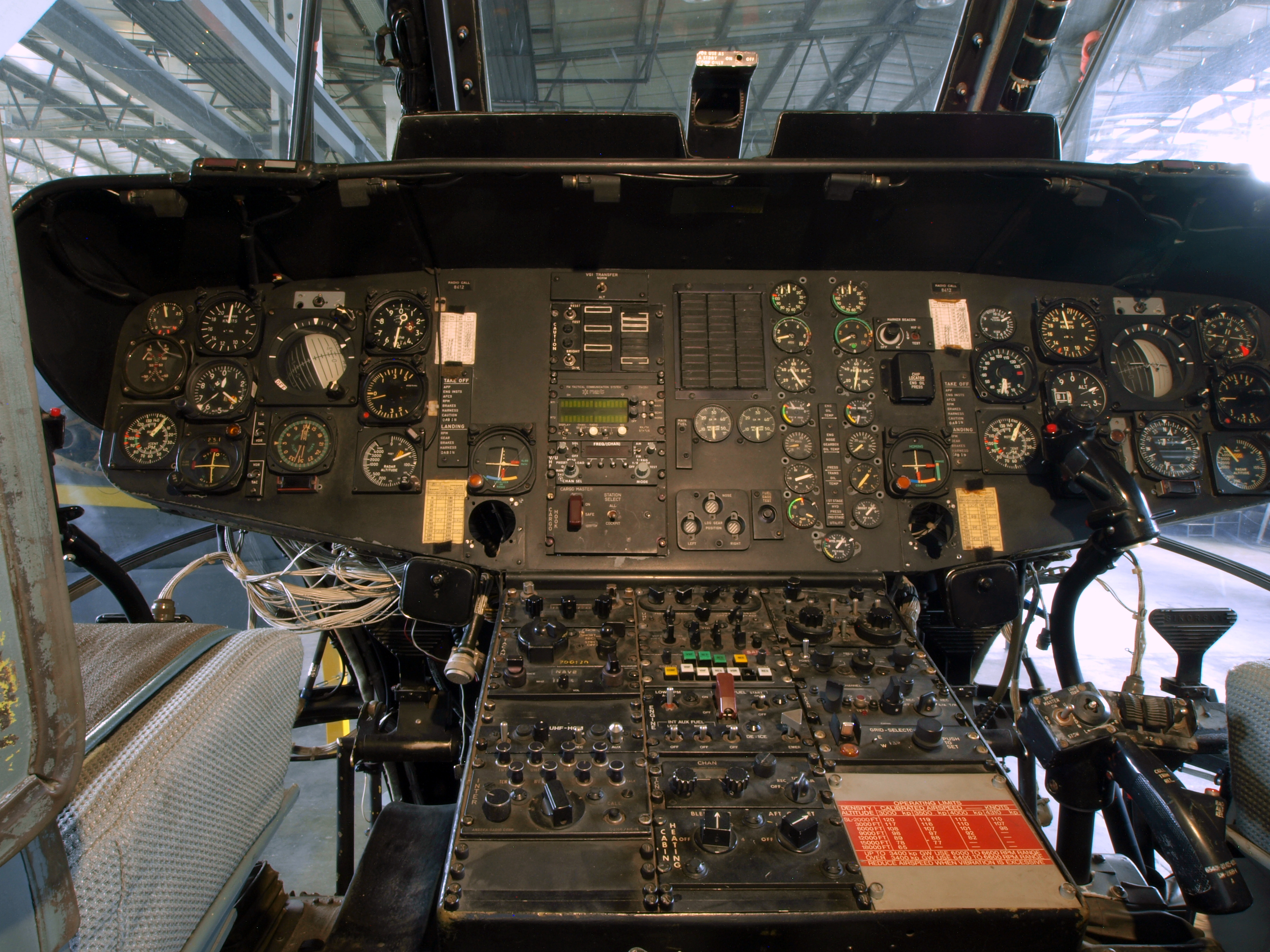
美国海陆使用CH-53驾驶舱

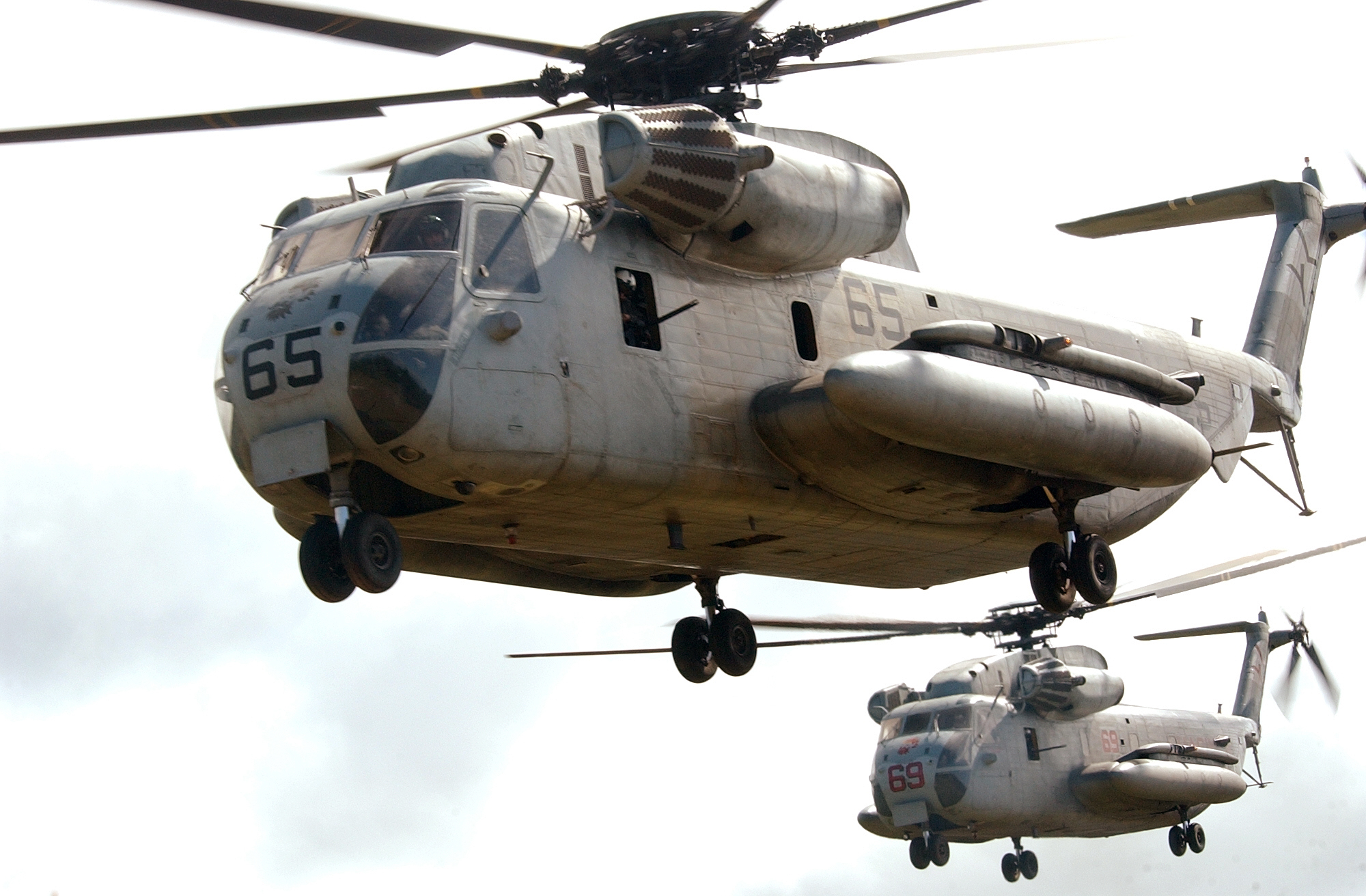
退役的CH-53D型

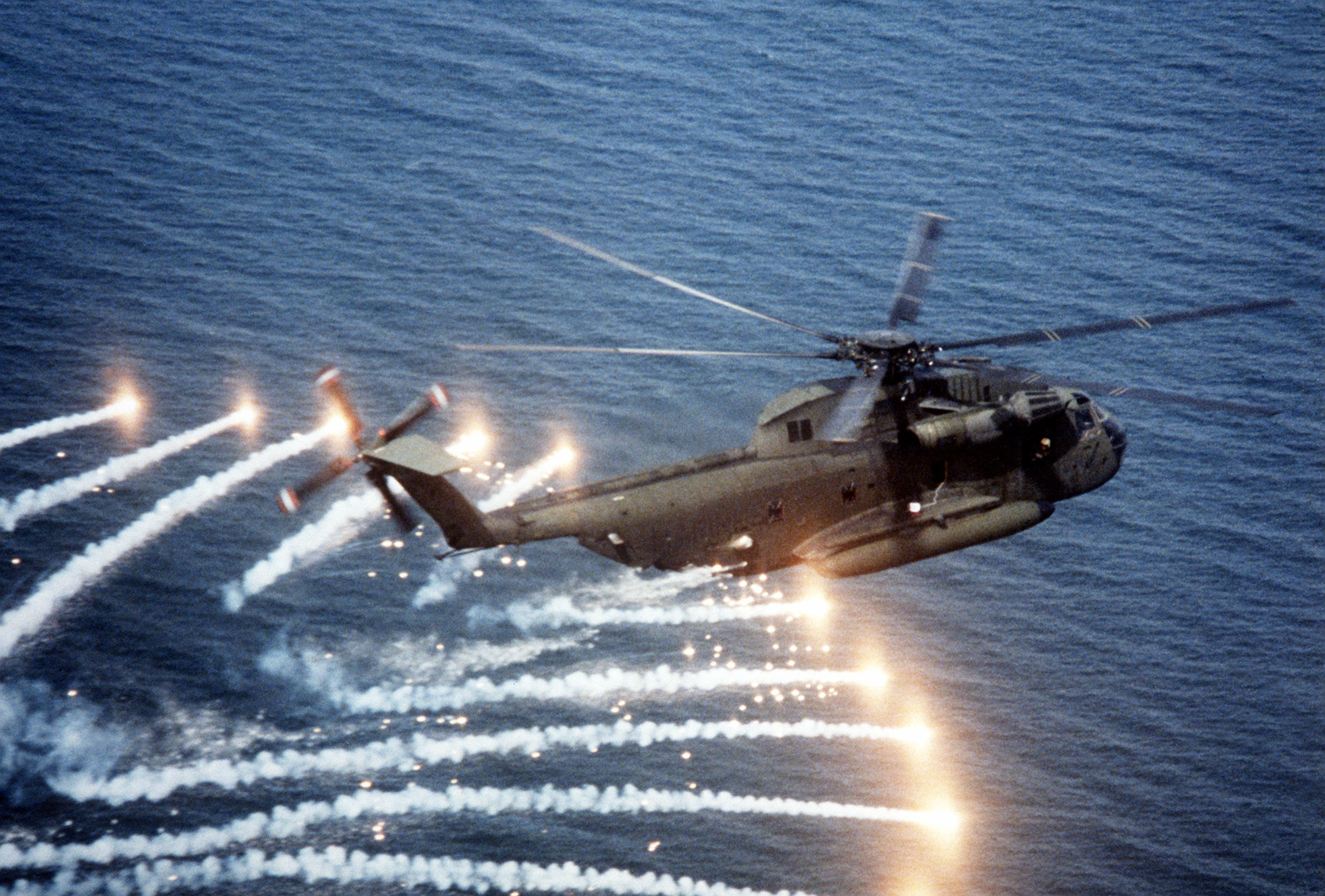
散发热诱饵弹

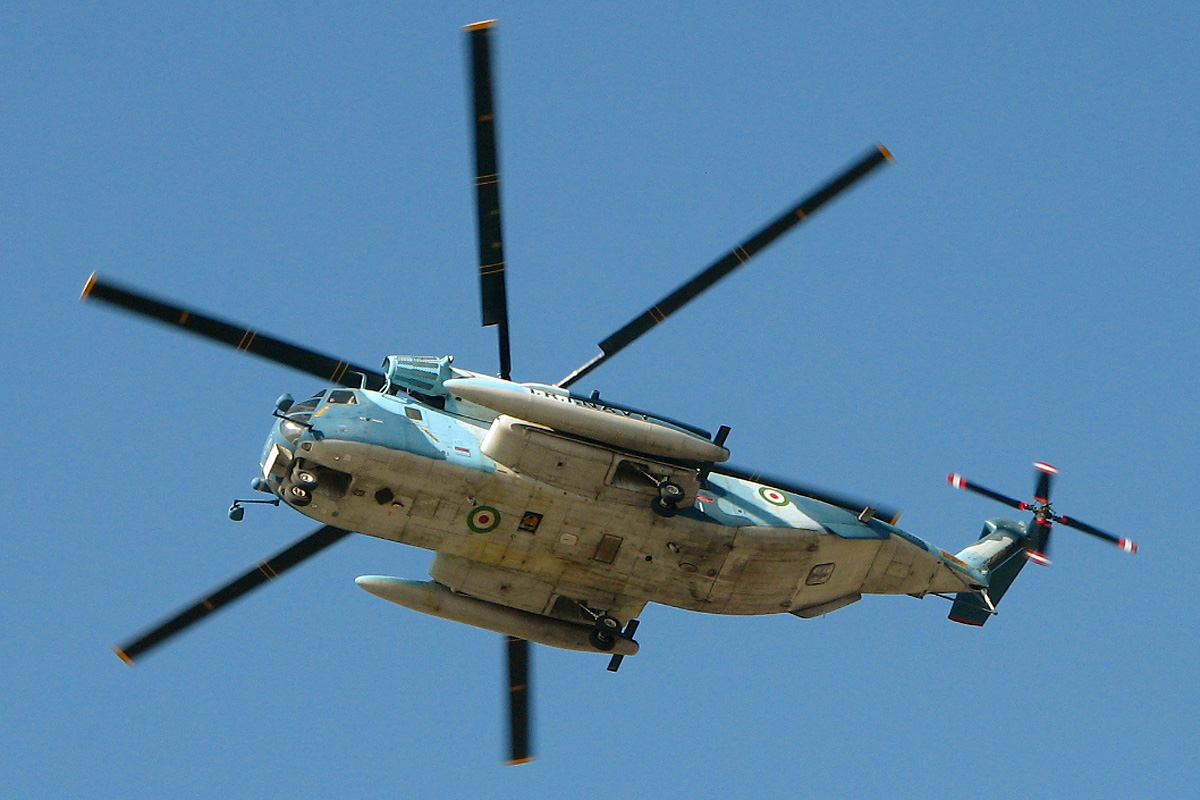
伊朗海軍的RH-53D

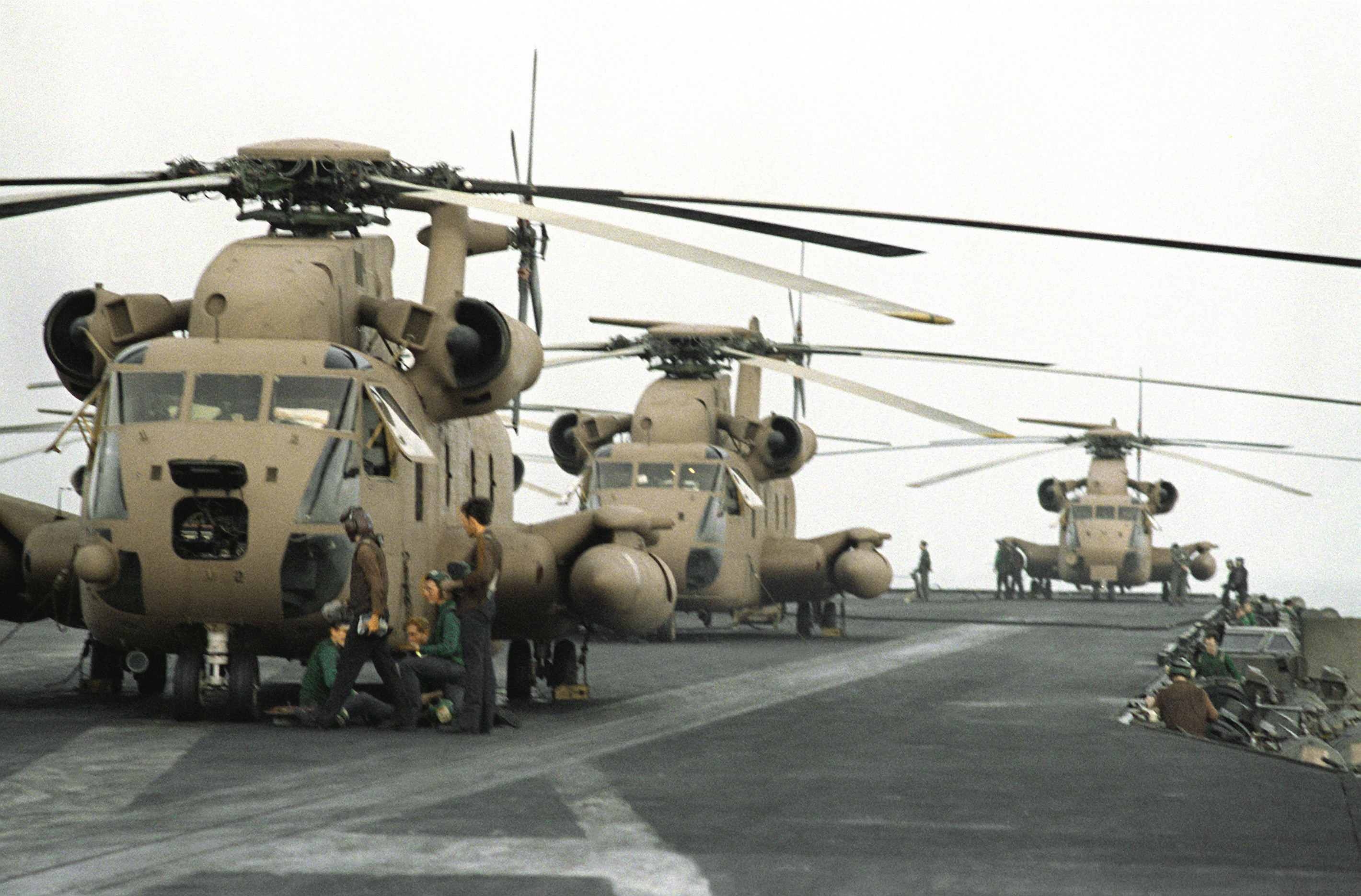
RH-53由航母起飛

CH-53海種馬直升機是由塞科斯基公司應美國海軍陸戰隊的HH(X)計劃，把其CH-54塔赫直升機為基礎發展而來，公司名稱是「S-65」。
基本型的CH-53A和CH-53D早已退役但改良型的CH-53E超級种马/海龙和CH-53K種馬王仍是主力。

## 設計
CH-53是典型的尾螺旋槳直升機，其基本設計來自CH-54(例如動力部份)，簡單來說就是為CH-54加上一個機身，作為艦載機，其六片螺旋槳可以摺起來以節省艦內存放空間，其機尾也可以向右摺疊。
CH-53可以吊運重炮和LAV-25等輪型裝甲車但仍不能吊運如M2步兵戰車等裝甲車輛。

## 使用

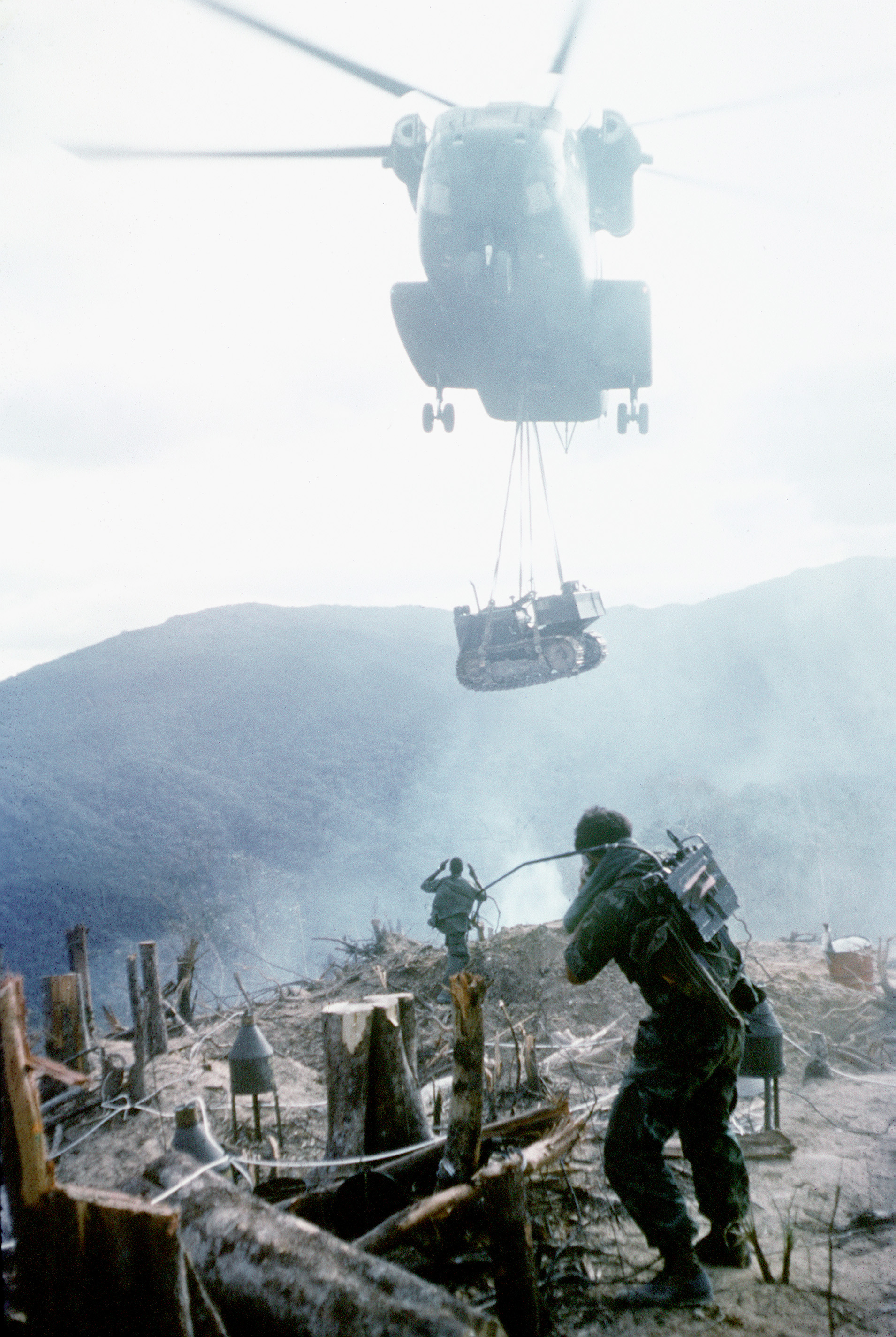
在越戰當中吊運裝備的美軍CH-53

1967年起，CH-53已用於越南戰爭，主要用於運輸和搜救，在越戰期間約有4170人被CH-53救回，之後又用於格林納達和兩次伊拉克戰爭等美軍介入的戰事。
CH-53的衍生型也用於特種作戰和掃雷等任務。

## 型號
- YCH-53A : 原型機
- CH-53A : 早期型，生產139架，已退役
- RH-53A : 美國海軍的反水雷型直升機
- TH-53A : 訓練用機
- CH-53D : CH-53A的改良型，生產126架，已退役
- RH-53D : 美國海軍的掃雷型直升機
- VH-53D : 政要專機
- VH-53F : 總統專機
- CH-53G : 德國從1969年起獲許可生產112架
- CH-53GS :
- CH-53GE :
- CH-53GA :
- S-65 : 民用型

## 使用國家

### 現役
- 伊朗
- 以色列
- 墨西哥
- 德国

### 退役
- 奥地利
- 美国

## 基本資料(CH-53D)
- 機長：26.97米
- 翼展：22.01米(左右螺旋槳尖端)
- 機高：7.6米
- 空重：10,740公斤
- 載重：15,227公斤
- 最大起飛重量：19,100公斤
- 最大運貨量:3,630公斤
- 發動機：2俱通用電器T64-GE-413渦輪軸發動機（每俱馬力=3,925匹）
- 昇限:5,106米
- 最快時速：315公里/小時[4]
- 航程：1000公里
- 乘員：2人(正副駕駛員)+38名士兵

## 外部連結
- 直升機掉窗 日媒：美軍研判人為疏失（页面存档备份，存于）
- 美軍運輸機墜海 三人失蹤（页面存档备份，存于）